# Comuna Sadiv, Luțk
Sadiv (în ucraineană Садів) este o comună în raionul Luțk, regiunea Volînia, Ucraina, formată din satele Koșiv și Sadiv (reședința).

## Demografie
Componența lingvistică a satului Sadiv
     Ucraineană (100%)
Conform recensământului din 2001, toată populația satului Sadiv era vorbitoare de ucraineană (100%).